# Riblje jezero
Riblje jezero, cyr. Рибље језеро – jezioro w Czarnogórze, w gminie Žabljak.
Znajduje się w południowo-wschodniej części Parku Narodowego Durmitor. Jego lustro położone jest na wysokości 1409 m n.p.m.; maksymalna głębokość to 5,5 m. Najbliższa miejscowość to Novakovići.